# 殉愛 (1971年のテレビドラマ)
『殉愛』（じゅんあい）は、東海テレビ制作・フジテレビ系列で、1971年6月28日～10月8日に放送された昼ドラマである。

## ストーリー
1941年、津軽海峡に面した港町にある小料理屋「酒田屋」で働く堀川志乃は、ある雨の日、店先で力尽きて倒れた青年・岡部修二を助けた。志乃は修二に惹かれてゆくが、修二は軍隊から追われる立場であった。修二を愛したがゆえに、軍隊からも追われる立場になった志乃の儚い人生を描いたドラマである。

## キャスト
- 堀川志乃:工藤房子
- 岡部修二:山本豊三
- 富沢新吉:山本勝
- 新吉の母・佐代:楠田薫
- 「酒田屋」の女将・辰子:町田博子
- 神保:水島真哉
- 冴子:水原英子
- 葉子:水沢有美
- 甲田中佐:佐伯徹
- ナレーター：宇野重吉

## スタッフ
- 監督:吉田憲二、市毛克巳
- 脚本：柏倉敏之、岩間芳樹

## 参考資料
- 「毎日新聞」1971年6月28日。
- 「福島民報」1971年6月14日夕刊、ほか。